# Telefonvorwahl (Namibia)
| Vorwahl Codes                     |
| --------------------------------- |
| Telefonvorwahl: 264               |
| Internationale Telefonvorwahl: 00 |

Die Telefonvorwahlnummern in Namibia werden von der Namibian Communications Commission (NCC) organisiert und vergeben. Diese ging zum 18. Mai 2011 in der neuen, unabhängigen Kommunikationsregulierungsbehörde von Namibia (CRAN) auf.
Die Anwahl einer namibischen Rufnummer aus dem Ausland geschieht folgendermaßen:
Internationale Vorwahl + 264 (Ländercode) + Vorwahl (ohne führende 0) + Telefonnummer.
Die Anwahl innerhalb des Landes kann stets so erfolgen:
Vorwahl + Telefonnummer.
Im Festnetz kann eine Nummer im selben Vorwahl-Bereich auch ohne Vorwahl angewählt werden.

## Ortsvorwahlen
Der Vorwahlbereich für Ortsvorwahlnummern im namibischen Telefonnetz starten mit der Nummer 06:
- 061 – Khomas
- 062 – Omaheke
- 063 – Hardap und ǁKaras
- 064 – Erongo
- 065 – Norden von Kunene, zudem Ohangwena, Omusati, Oshana und Oshikoto
- 066 – Sambesi und Kavango-Ost und -West
- 067 – Oshikoto, Otjozondjupa und Süden von Kunene

Anmerkung: Die Vorwahlen sind nicht vollständig identisch mit den Grenzen der Regionen.

## Weitere Vorwahlen
- 060 – Telecom Namibia (Switch)
- 081 – MTC Namibia
- 083 – Paratus Telecom – IP-Telefonie[1]
- 084 – MTN Namibia[2]
- 085 – TN Mobile